# چودری رحمت علی
چودری رحمت علی (‎/ɑːˈliː/‎؛ اردو: رحمت علی ; ۱۶ نوامبر ۱۸۹۷–۳ فوریه ۱۹۵۱) یک ملی‌گرای پاکستانی و یکی از نخستین حامیان ایجاد کشور پاکستان بود. او به پدیدآوری نام «پاکستان» برای یک سرزمین مسلمان جداگانه در جنوب آسیا و به‌طور کلی به عنوان مبتکر جنبش پاکستان شناخته می‌شود.
چودری رحمت علی، دانشجوی حقوق دانشگاه کمبریج در ۱۹۳۳ بود. جزوه‌ای از او با عنوان «اکنون یا هرگز؛ آیا تا ابد زندگی می‌کنیم یا نابود می‌شویم؟» که به عنوان «اعلامیه پاکستان» نیز شناخته می‌شود،  خطاب به نمایندگان بریتانیایی و هندی در سومین کنفرانس میزگرد در لندن منتشر شد.  ایده‌هایی که او در این جزوه مطرح کرد، برای نزدیک به یک دهه مورد پسند هیچ‌یک از سیاستمداران و نمایندگان آن سرزمین قرار نگرفت، زیرا به عنوان ایده‌های دانشجویی رد شدند. در سال ۱۹۴۰ بود که سیاستمداران مسلمانان در شبه‌قاره هند آن ایده‌ها را پذیرفت و منجر به انتشارپیمان‌نامه لاهور اتحادیه مسلمانان سراسر هند شد که بلافاصله در مطبوعات «پیمان‌نامه پاکستان» نام گرفت.
پس از ایجاد پاکستان، علی در آوریل ۱۹۴۸ از انگلستان بازگشت و قصد داشت در کشور نوپدید پاکستان بماند، اما اموالش مصادره شد و توسط نخست‌وزیر لیاقت علی خان از پاکستان اخراج شد. در اکتبر ۱۹۴۸، علی پاکستان را ترک کرد. ۳ فوریه ۱۹۵۱ در کمبریج، «فقیر، مهجور و تنها» درگذشت.  هزینه‌های تشییع جنازه علیِ ورشکسته، توسط کالج امانوئل در کمبریج و به دستور رئیس کالج تأمین شد. علی در ۲۰ فوریه ۱۹۵۱ در گورستان شهر کمبریج به خاک سپرده شد.